# Huddingegymnasiet
Huddingegymnasiet (HGY) är en kommunal gymnasieskola belägen vid Gymnasievägen 3 i kommundelen Sjödalen-Fullersta i Huddinge kommun. Skolhuset räknas till en av kommunens särskilt värdefulla byggnader.

## Beskrivning
Byggnaden ritades av arkitekt Åke E. Lindqvist och invigdes 1973. Ursprungligen bestod anläggningen av två byggnader, väster- och österdelen. Bebyggelsen planerades kring ett torg där de olika funktionerna markerades genom olika utformning. I skolbyggnaden, som skulle inrymma 900 elever fanns fritidsgård samt en sim- och sporthall som uppfördes direkt intill, liksom en fristående aula. Fasaderna utfördes i gulrött tegel och trä med synliga betongelement.
Västerdelen är idag en egen gymnasieskola, Sågbäcksgymnasiet. Idag går omkring 800 elever i skolan. Gymnasieskolan delar idag lokaler med delar av kommunens förvaltningar. Elever från årskurs 7-9 på Tomtbergaskolan och Komvux undervisas även i ett antal ämnen i skolan. Elever från Sågbäcksgymnasiet äter idag sin lunch i skolans matsal.
Samtliga elever och personal i skolan har ett personligt passerkort som krävs för att få en tallrik i matsalen och för att komma in i skolans korridorer och ingångar. Idrottsundervisningen sker i Huddingehallen. Tidigare har skolan rymt en fritidsgård och den kommunala musikskolan har haft sin undervisning där.
Gymnasieskolans aula uthyrs ibland till offentliga konserter och föreställningar samt föreläsningar. Skolan samarbetar med Karolinska institutet. Skolans tidning HGY Magazine har vunnit titeln årets skoltidskrift år 2005, skolans idrottslag har också vunnit ett antal mästerskap.

## Galleri

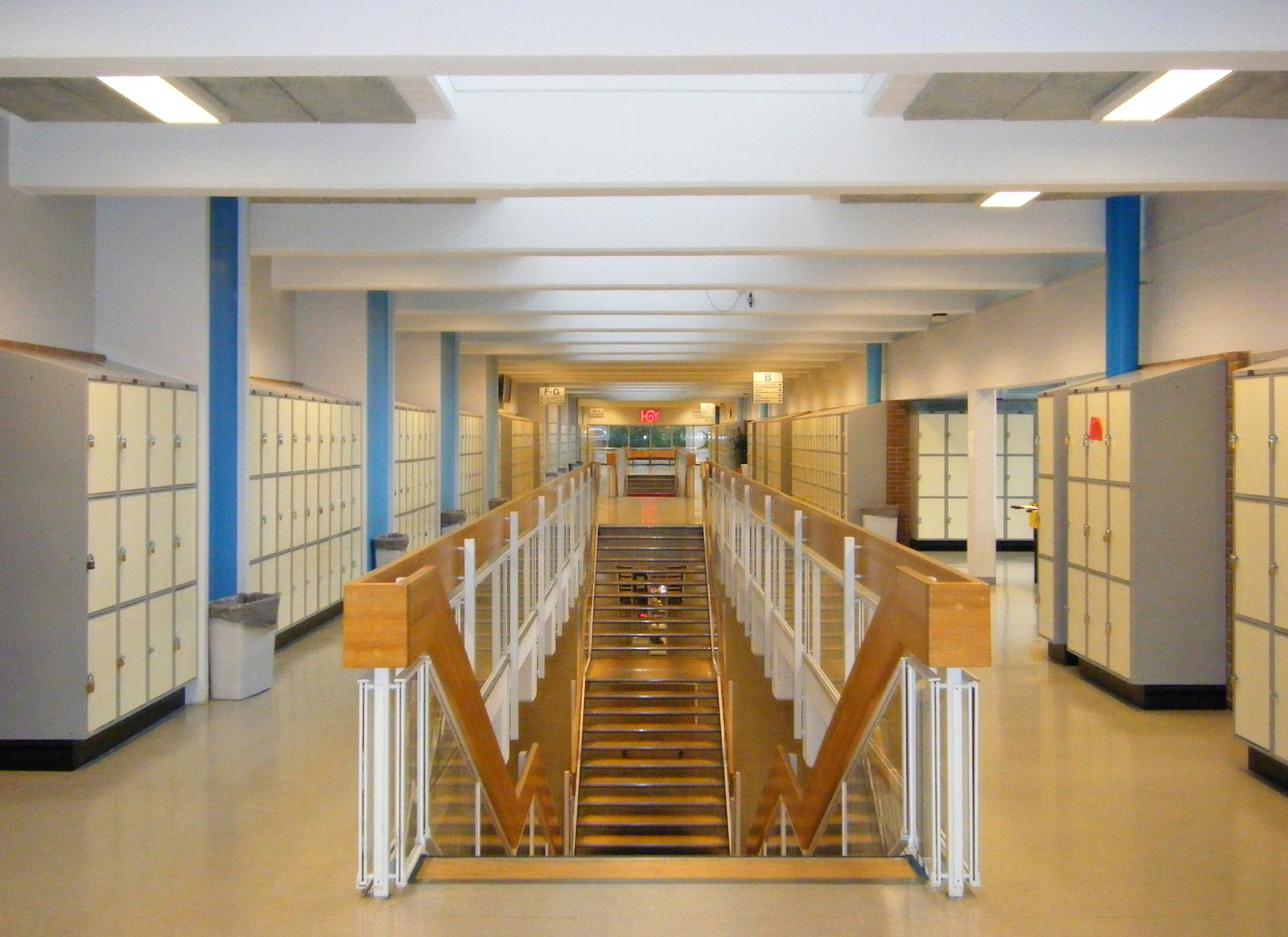
Korridoren
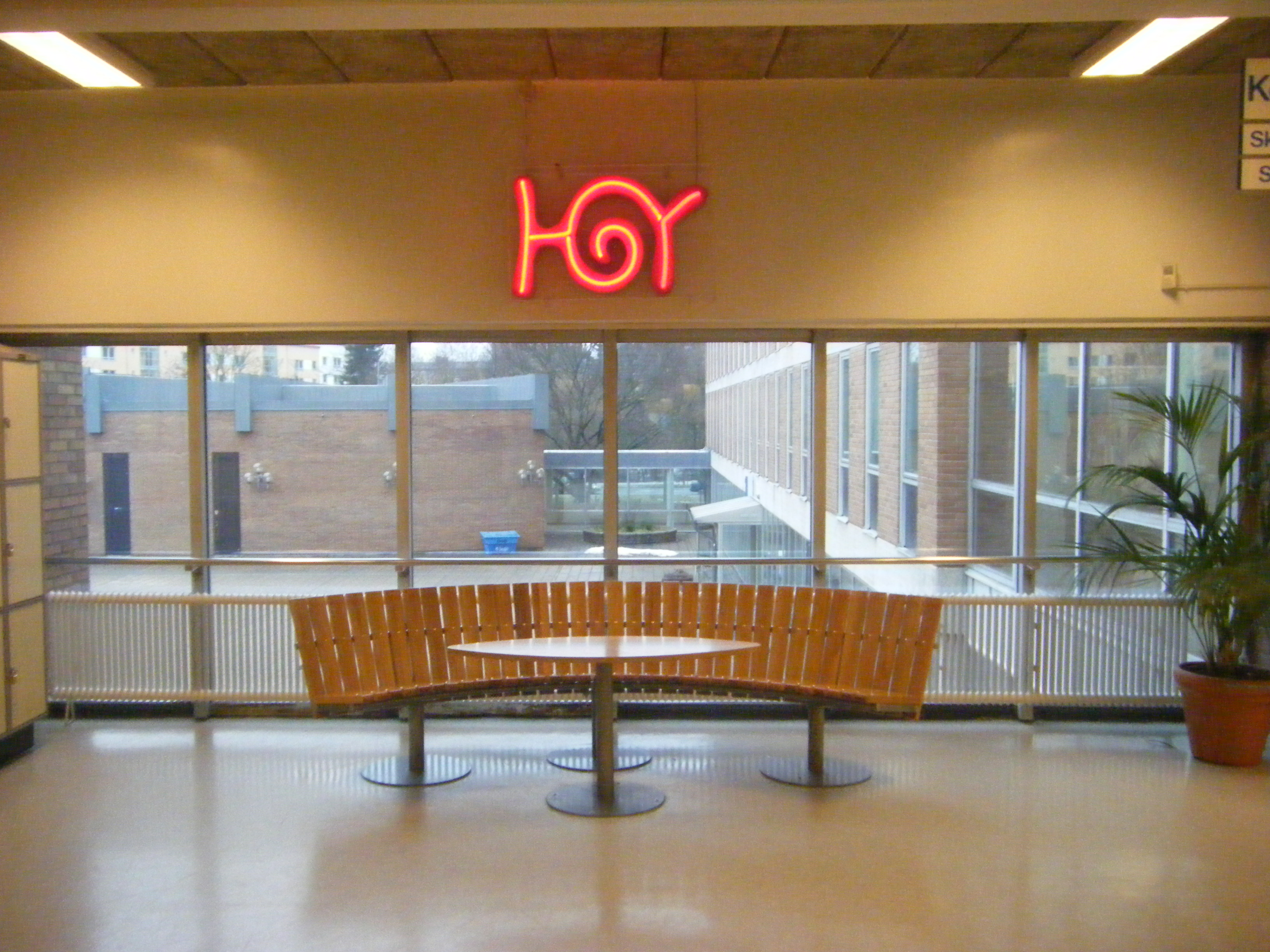
Bänk vid fönster
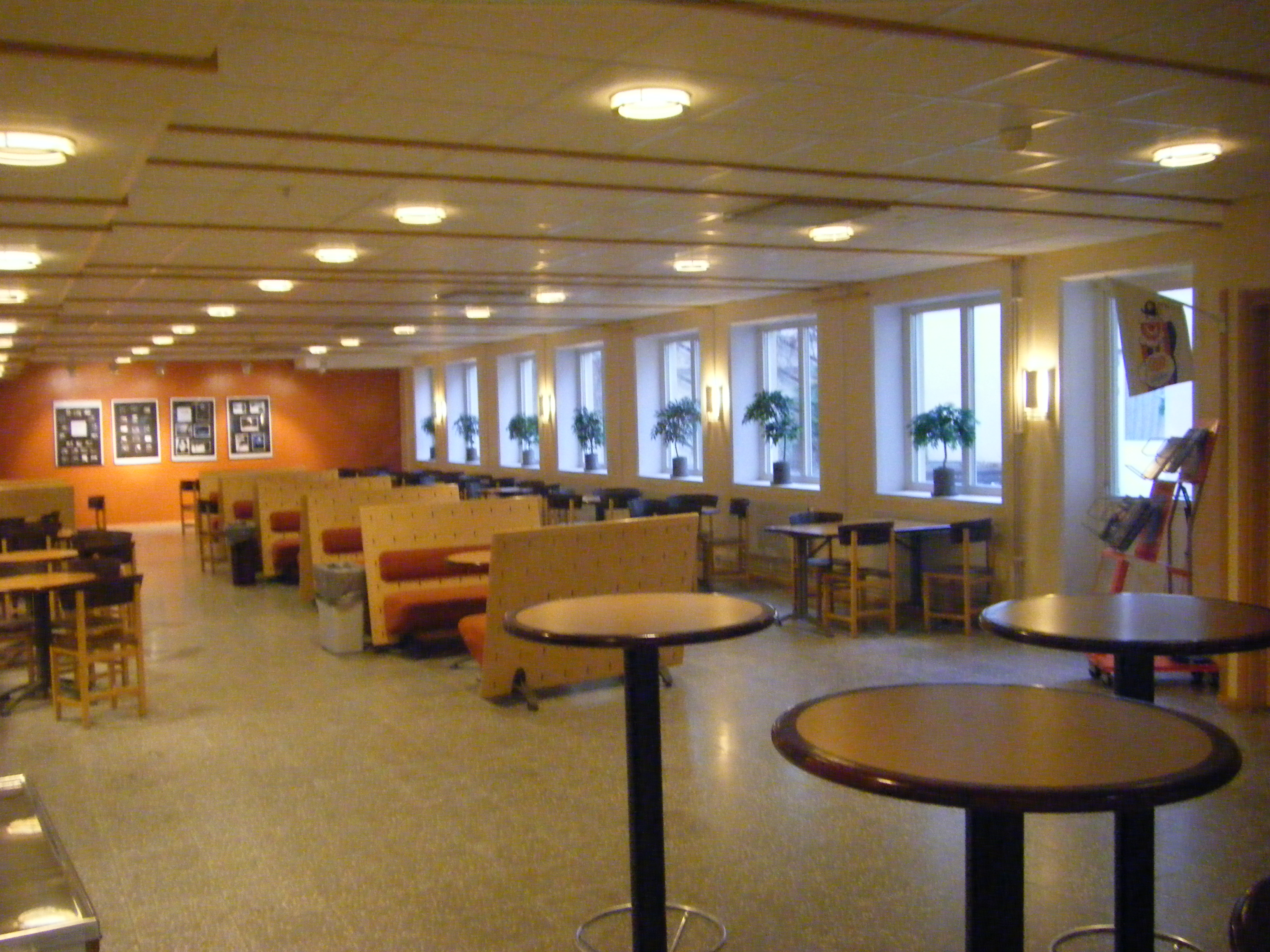
Cafeterian
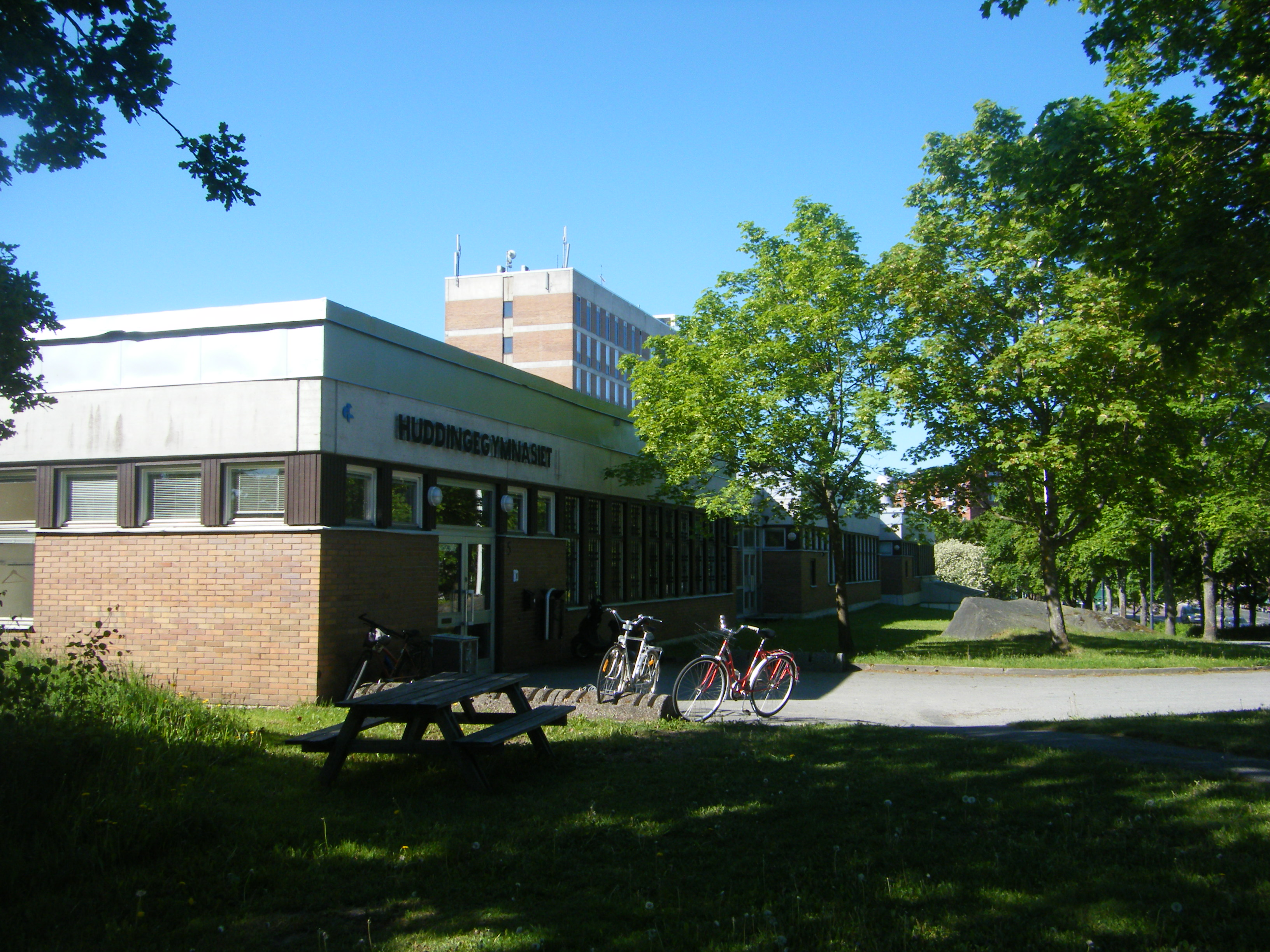
Baksidan